# Laura Marx
Jenny Laura Marx (Bruselas, 26 de septiembre de 1845 - Draveil, 25 de noviembre de 1911) fue una militante relacionada con el movimiento obrero francés, hija de Karl Marx y Jenny von Westphalen. Laura Marx desempeñó una importante labor como difusora de la obra de su padre en Francia. En 1868 se casó con Paul Lafargue. El matrimonio se suicidó mediante una inyección de ácido cianhídrico.

## Vida

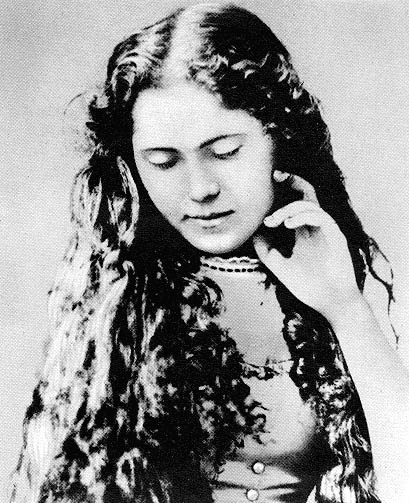
Laura Marx en 1860.

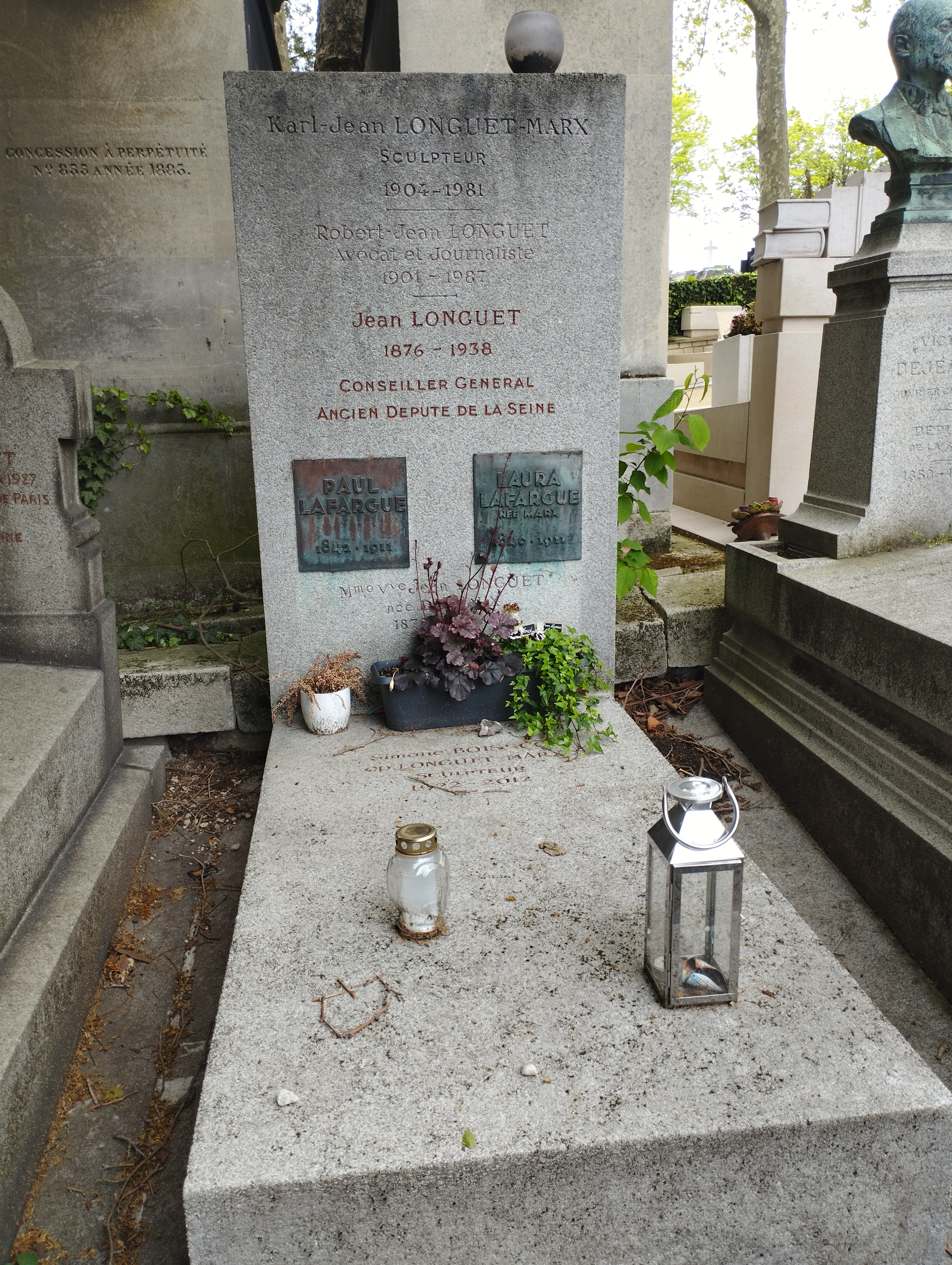
Tumba de Laura Marx y su esposo Paul Lafargue.

Laura Marx nació en Bruselas, durante el exilio del matrimonio Marx en Bélgica. En su infancia acompañó a sus padres a Londres, ciudad donde se refugiaron a partir del otoño de 1849, tras el fracaso del proceso revolucionario en Alemania. En la capital inglesa conoció a quien sería su esposo, Paul Lafargue, joven socialista español nacido en Cuba, nacionalizado francés y llegado a Londres en 1866 para trabajar en la Primera Internacional; allí conoció a la familia Marx, y en concreto a Laura, enamorándose el uno del otro.

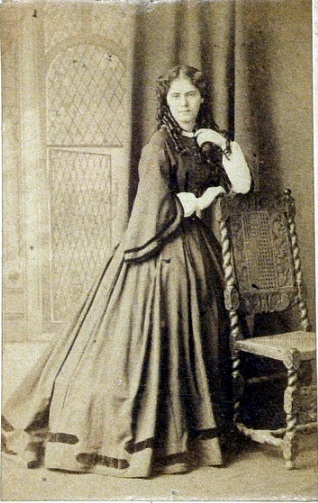
Laura Marx en 1864.

Paul y Laura se casaron en Londres el 2 de abril de 1868. Conocieron etapas muy duras en su vida marital: tuvieron varios hijos pero todos murieron a muy corta edad, y la militancia política los llevó a duros episodios de persecución y acoso policial, sobre todo tras la sangrienta represión de la Comuna de París. Refugiados de nuevo en Londres, ambos iniciaron algunas décadas de trabajo político conjunto en la AIT, introduciendo el marxismo en Francia y España, y ayudaron a Marx en la traducción de El capital al francés. Años más tarde pertenecerían a la dirección política de la sección francesa de la Segunda Internacional.
Friedrich Engels los nombró herederos de parte de su legado y de su obra y de bastante dinero a su muerte, en agosto de 1895. 
En su domicilio de los alrededores de París, en noviembre de 1911, la pareja ya anciana para la época (él con 69 años y ella de 66 años), achacosa y sin descendencia, se suicidó, algo que tenían previamente acordado para cuando su salud no les permitiera mantener su independencia vital.
En su carta de suicidio, explicaron por qué se suicidaron. Lafargue escribió:

Sano en cuerpo y mente, termino mi vida ante una vejez despiadada que me ha quitado mis placeres y alegrías uno tras otro; y que me ha estado despojando de mis poderes físicos y mentales, puede paralizar mi energía y romper mi voluntad, convirtiéndome en una carga para mí mismo y para los demás.

Durante algunos años me había prometido a mí mismo no vivir más allá de los 70; y fijé el año exacto para mi partida de la vida. Preparé el método para la ejecución de nuestra resolución, era un ácido hipodérmico de cianuro.
Muero con la alegría suprema de saber que en algún momento futuro, la causa a la que me he dedicado durante cuarenta y cinco años triunfará.

¡Viva el comunismo! ¡Viva el socialismo internacional!

Lenin, quien fue uno de los oradores en el funeral como representante del POSDR, más tarde le dijo a su esposa Nadezhda Krupskaya:

Si uno no puede trabajar para el Partido por más tiempo, uno debe ser capaz de mirar la verdad a la cara y morir como los Lafargue.